# Systematic Chaos
Systematic Chaos (englisch für „Systematisches Chaos“) ist das neunte Studioalbum der US-amerikanischen Progressive-Metal-Band Dream Theater. Es erschien am 1. Juni 2007 in Europa und am 5. Juni 2007 in Amerika. Systematic Chaos ist das erste von insgesamt fünf Studioalben der Gruppe, das über das Label Roadrunner Records veröffentlicht wurde.

## Hintergrund
Systematic Chaos wurde von September 2006 bis Januar 2007 in den Avatar Studios in New York City geschrieben und aufgenommen. Es wurde unter anderem von Gitarrist John Petrucci und Schlagzeuger Mike Portnoy produziert und von Paul Northfield gemischt. Am 14. Februar 2007 wurde das Album fertiggestellt. Noch im selben Monat wurde die Titelliste publik gemacht. Das Album erschien in zwei Versionen, eine normale Version mit einer CD und eine Special Edition, mit einer CD, auf der das Album zu hören ist, und einer DVD, auf der ein 90-minütiges Making-of mit Interviews zu sehen ist, sowie das komplette Album in 5.1-Raumklang. Die Special Edition hat ein anderes CD-Cover als die normale Version.

## Musikstil
Das Album ist, neben Awake, Train of Thought, Black Clouds & Silver Linings und Distance over Time eines der härtesten Alben der Band. Jedoch orientiert sich Dream Theater diesmal nicht, wie bei Train of Thought, in die Heavy-Metal-Richtung, sondern mehr in die melodische Richtung, mit vielen progressiven Elementen. Mike Portnoy selbst bezeichnete Systematic Chaos als ein hartes und technisches Album. Zudem nannte er es „dramatisch und aggressiv“.

## Lieder
Die offizielle Website von Dream Theater gab Anfang 2007 bekannt, dass die Band 50 Fans aus dem Raum New York City sucht. Sie sollten auf dem Album in den Liedern „Prophets of War“ und „In the Presence of Enemies Pt. 2“ zu hören sein. Im Januar 2007 kamen viele Fans und sangen einige Shouts, damit diese im Hintergrund dieser beiden Songs verwendet werden konnten. Unter anderem sind auch Mikael Åkerfeldt, Steve Vai, Joe Satriani, Steven Wilson, Chris Jericho, Daniel Gildenlöw und Neal Morse bei dem Song „Repentance“ als Sprecher zu hören.
Der fünfte Song des Albums, „Repentance“, ist das vierte Lied in Mike Portnoys „Anonyme-Alkoholiker-Zyklus“, in der Portnoy seine Erfahrungen mit der Alkoholsucht und den Anonymen Alkoholikern beschreibt. Bereits die drei Lieder „The Glass Prison“ von Six Degrees of Inner Turbulence, „This Dying Soul“ von Train of Thought und „The Root of All Evil“ von Octavarium setzten sich mit dem Thema auseinander. Das Lied repräsentiert die Schritte acht und neun der zwölf Schritte der Anonymen Alkoholiker. Abgeschlossen wurde der AA-Zyklus mit „The Shattered Fortress“ vom Nachfolgeralbum Black Clouds & Silver Linings.
„Constant Motion“ ist die erste Singleauskopplung des Albums. Sie erschien am 27. April 2007. Zudem wurde zu „Constant Motion“ ein Musikvideo gedreht, das erste Video der Band seit 1997. Als erste Single war „Constant Motion“ schon lange vor dem Erscheinen des Albums und der Single im Internet auf der offiziellen Website von Roadrunner Records und auf der MySpace-Seite von Dream Theater anzuhören.
Auf Wunsch von Mike Portnoy, der auch einer der Produzenten des Albums ist, wurde der Song „In the Presence of Enemies“ in zwei Teile aufgeteilt. Teil 1 ist das erste Lied des Albums und dauert genau 9 Minuten, Teil 2 ist das letzte Lied des Albums und dauert über 16 Minuten. Ein ähnliches Konzept wandte schon die britische Rockband Pink Floyd (die als eine der größten Einflüsse der Band gilt) mit dem Lied „Shine on You Crazy Diamond“ an, welches 1975 auf ihrem Album Wish You Were Here erschien. Trotz der Teilung ist „In the Presence of Enemies“ eine Komposition und wurde live auf der damaligen Tour in einem Stück gespielt. Dies macht „In the Presence of Enemies“ mit 25 Minuten und 38 Sekunden zum zweitlängsten Song der Band, nach „Six Degrees of Inner Turbulence“, welcher 42 Minuten lang ist. Allerdings wird live sonst teilweise nur ein Teil gespielt.

## Titelliste
1. In the Presence of Enemies Pt. 1 (Dream Theater/John Petrucci) – 9:00
I. Prelude
II. Resurrection
2. Forsaken (Dream Theater/John Petrucci) – 5:36
3. Constant Motion (Dream Theater/Mike Portnoy) – 6:55
4. The Dark Eternal Night – 8:51 (Dream Theater/John Petrucci)
5. Repentance (Dream Theater/Mike Portnoy) – 10:43
VIII. Regret
IX. Restitution
6. Prophets of War (Dream Theater/James LaBrie) – 6:01
7. The Ministry of Lost Souls (Dream Theater/John Petrucci) – 14:57
8. In the Presence of Enemies Pt. 2 (Dream Theater/John Petrucci) – 16:38
III. Heretic
IV. The Slaughter of the Damned
V. The Reckoning
VI. Salvation